# 9491 Thooft
9491 Thooft eller 1205 T-1 är en asteroid i huvudbältet som upptäcktes den 25 mars 1971 av den nederländsk-amerikanske astronomen Tom Gehrels och det nederländska astronomparet Ingrid van Houten-Groeneveld och Cornelis Johannes van Houten vid Palomarobservatoriet. Den är uppkallad efter nobelpristagaren Gerard 't Hooft.
Asteroiden har en diameter på ungefär 2 kilometer.